# Верхние Таинты
Верхние Таинты (каз. Жоғарғы Тайынты) — село в Уланском районе Восточно-Казахстанской области Казахстана. Входит в состав Таргынского сельского округа. Находится примерно в 63 км к юго-востоку от районного центра, посёлка Касыма Кайсенова. Код КАТО — 636273300.

## Население
В 1999 году население села составляло 717 человек (355 мужчин и 362 женщины). По данным переписи 2009 года в селе проживало 625 человек (323 мужчины и 302 женщины). По данным переписи 2021 года в селе проживало 340 человек (187 мужчины и 153 женщины)